# Gideon Fell e la gabbia mortale
Gideon Fell e la gabbia mortale (titolo originale The Problem of the Wire Cage) è un romanzo del 1939 di John Dickson Carr, l'undicesimo con protagonista Gideon Fell.

## Trama
Il giovane e arrogante Frank Dorrance sta per sposare, puramente per interesse, la bellissima Brenda White; non si amano, ma lo fanno per entrare in possesso di una ricca eredità. In più il matrimonio è caldeggiato da Nicholas Young, tutore del giovane. Chi non è d'accordo è il giovane avvocato Hugh Rowland, romanticamente innamorato di Brenda, che discute più volte con Frank. A complicare le cose, poco dopo Frank viene trovato strangolato in mezzo ad un campo da tennis... e le sole impronte che ci sono intorno a lui sono le sue! Per una serie di circostante, Hugh pare il principale indiziato, nonostante con il suo carattere Frank si fosse fatto parecchi nemici.
Tuttavia, insospettito dalla scomparsa di un cestino da picnic particolarmente pesante e pieno di piatti sporchi, e aiutato da un secondo omicidio (quello di un trapezista), Gideon Fell porterà alla luce la vera soluzione del mistero.

## Edizioni italiane
- Gideon Fell e la gabbia mortale, traduzione di Anna Maria Francavilla, collana Il Giallo Mondadori n. 1744, Arnoldo Mondadori Editore, luglio 1982
- Gideon Fell e la gabbia mortale, traduzione di Anna Maria Francavilla, collana I classici del Giallo Mondadori n. 1210, Arnoldo Mondadori Editore, gennaio 2010